# Ibiraci
Ibiraci là một đô thị thuộc bang Minas Gerais, Brasil. Đô thị này có diện tích 598,801 km², dân số năm 2007 là 11023 người, mật độ 19,2 người/km².